# 키드냅 (영화)
《키드냅》(영어: Kidnap)은 2017년 개봉한 미국의 액션 스릴러 영화이다. 루이스 프리에토가 연출하고, 핼리 베리 등이 출연하였다.
평단의 반응은 엇갈렸으나 핼리 베리의 연기는 좋은 평가를 받았다. 베리는 이 영화를 통해 2018년 제29회 NAACP 이미지 어워드 영화 부문 여우 주연상 후보에 올랐다.

## 줄거리
엄마 칼라(핼리 베리 분)는 휴일을 맞아 6살 아들 프랭키와 함께 놀이동산에 간다. 그런데 잠시 한눈을 판 사이 프랭키가 사라진다. 칼라는 애타게 주위를 살피던 중 누군가 프랭키를 강제로 차에 태우는 것을 보고 뒤를 쫓는다.
휴대폰을 잃어 버리고 범인도 놓친 칼라는 경찰서를 찾아 실종 신고를 한다. 하지만 그곳에서 게시판에 붙여진 실종 아동들의 정보를 보게 되자 기다리고 있을 수만은 없다고 느낀다. 자신이 직접 프랭키를 되찾겠다고 결심한 칼라는 범인을 추적하기 시작한다.

## 출연진
- 핼리 베리 - 칼라 다이슨 역
- 세이지 코레아 - 프랭키 매코이다이슨 역
- 크리스 맥긴 - 마고 비키 역
- 루 템플 - 테런스 / 테리 비키 역
- 제이슨 윈스턴 조지 - 데이비드 다이슨 역
- 크리스토퍼 베리 - 수염 기른 남자 역
- 태린 터렐 - 납치범의 볼보에 치이는 행인 역
- 에런 시버 - 빌 역
- 커티스 베드퍼드 - 델 역
- 데이나 고리에이 - 보안관보 역